# Parc national d'Aberdare
Pour les articles homonymes, voir Aberdare.
Le parc national d'Aberdare se trouve au Kenya, dans les montagnes de l'Aberdare. Il couvre une superficie de 766 km2.En outre, ce parc a une faune abondante. Le parc est une zone protégée située dans la chaîne de montagnes des Aberdares, à l’Est de la vallée du Rift et à 100 kilomètres au nord de Nairobi .

## Description
Il s'agit d'un des parcs les plus hauts et les plus boisés du Kenya, qui culmine à 4 000 mètres d'altitude. Ses paysages sont verdoyants, composés de forêts et de landes avec de nombreuses cascades et une végétation riche. Les Aberdares sont en effet l'une des régions les plus pluvieuses du Kenya. L'épaisseur des forêts tropicales fait qu'il est difficile d'observer les animaux, en revanche de nombreuses curiosités géographiques sont intéressantes :
- les Gura Falls et les Karuru Falls : ce sont les plus belles chutes d'eau du Kenya. Les Gura Falls impressionnent par leur hauteur (100 mètres), alors que les Karuru Falls sont enchassées dans un superbe site de forêt vierge ;
- les Maguru Falls et les Chania Falls : d'autres chutes d'eau, moins spectaculaires que les précédentes ;
- le Mont Eléphant : au sud du massif des Aberdares, un sommet de 3 500 mètres à la forme caractéristique, qui lui a donné son nom.

## Faune

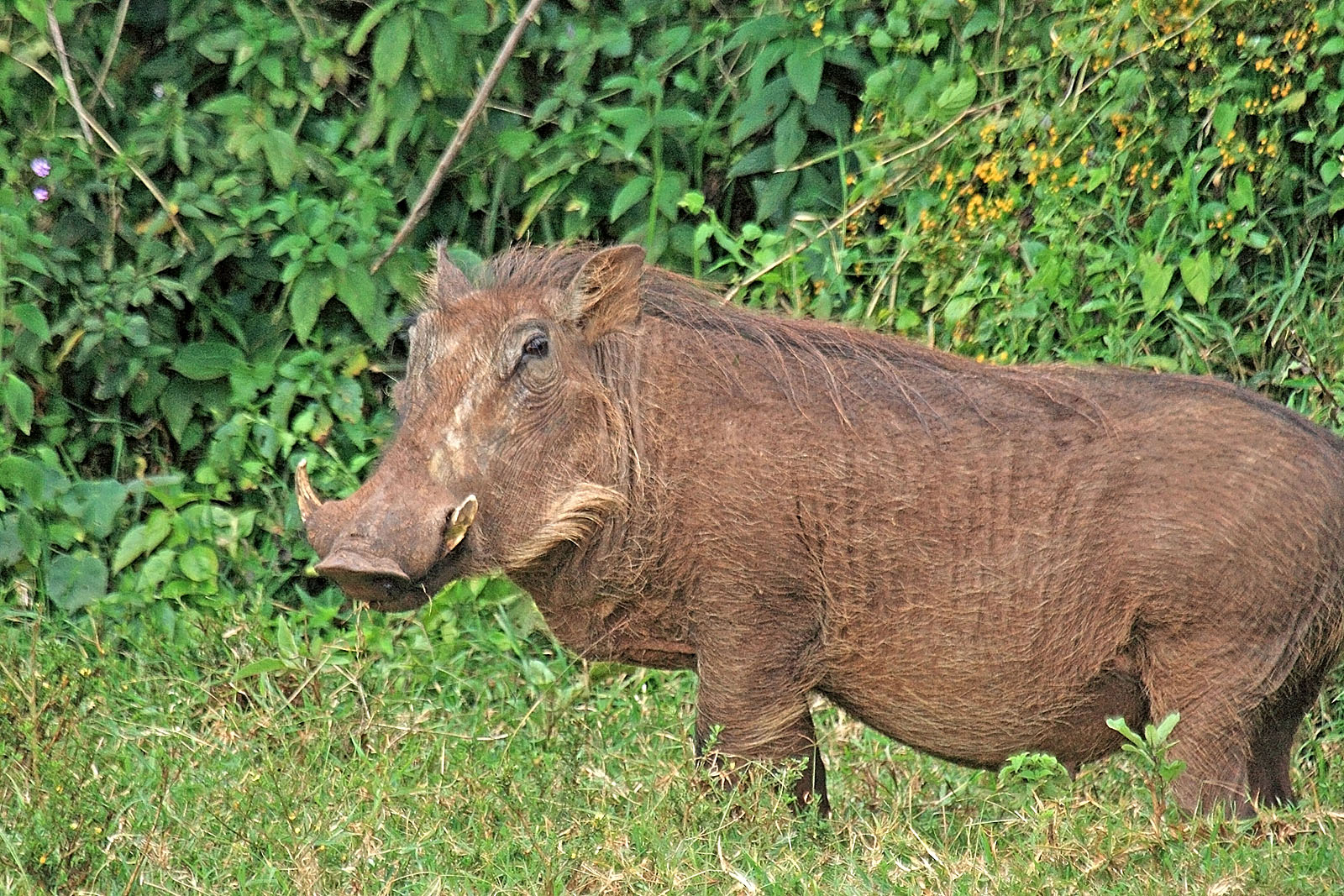
Phacochère
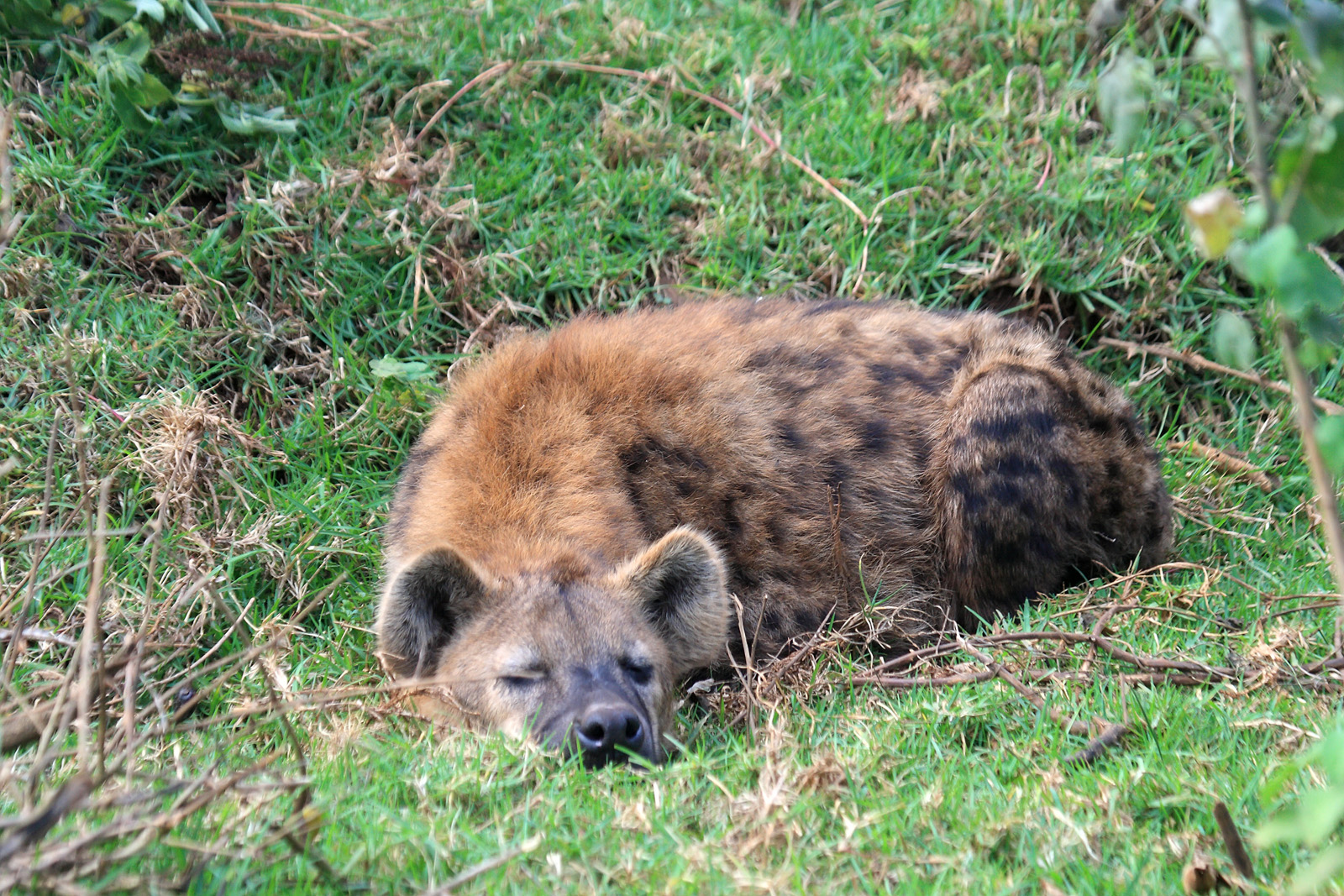
Hyène tachetée
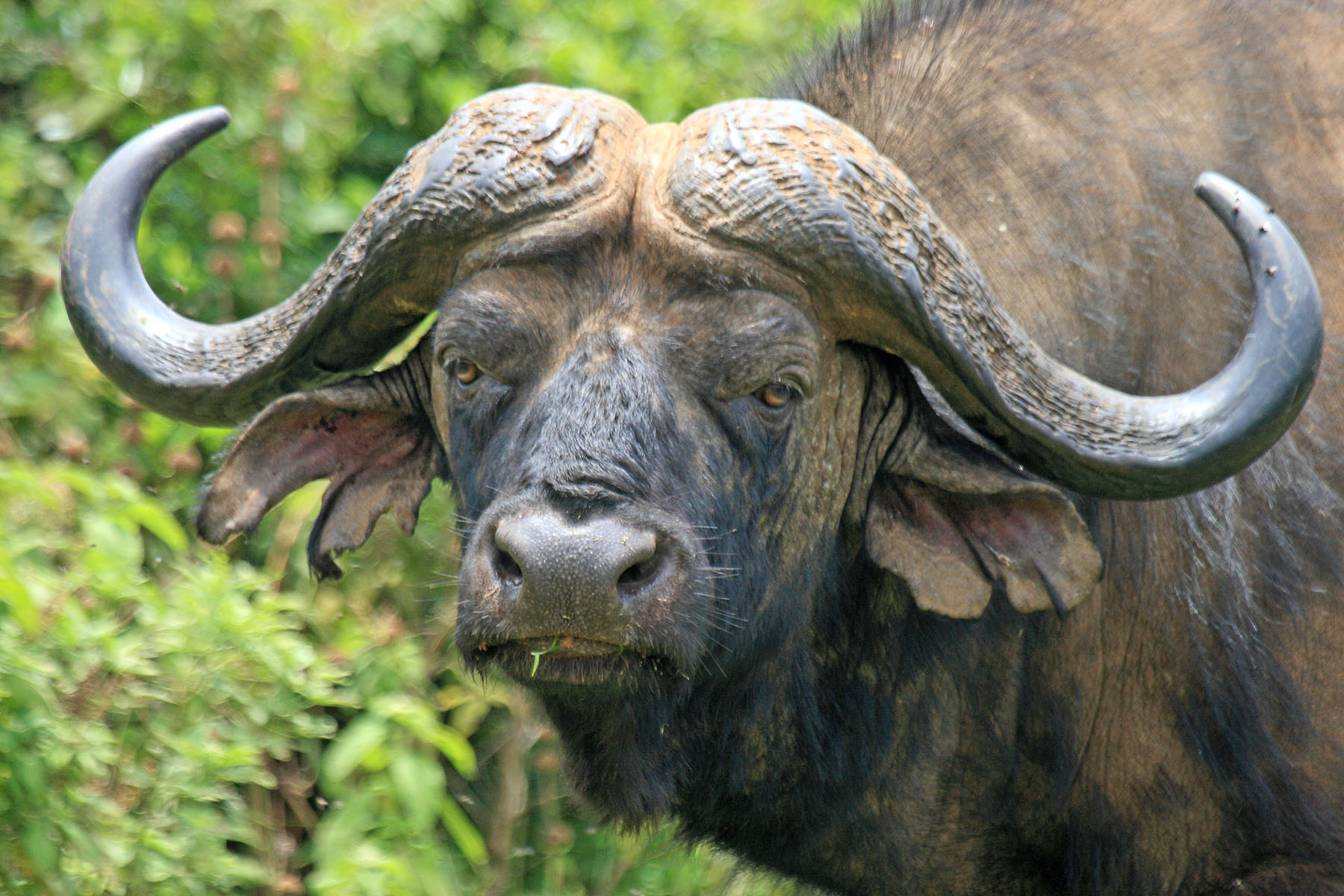
Buffle africain
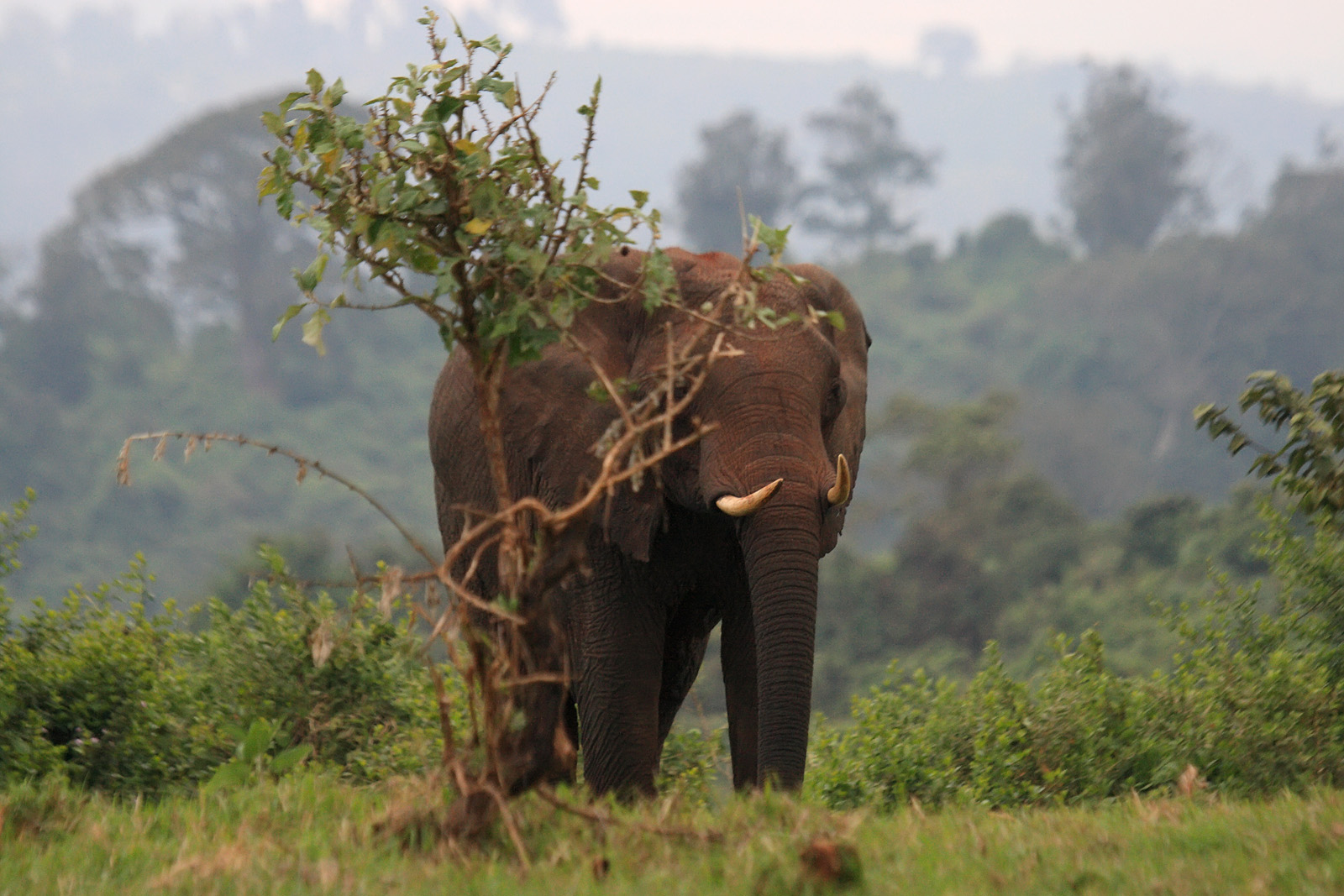
Eléphant

## Galerie

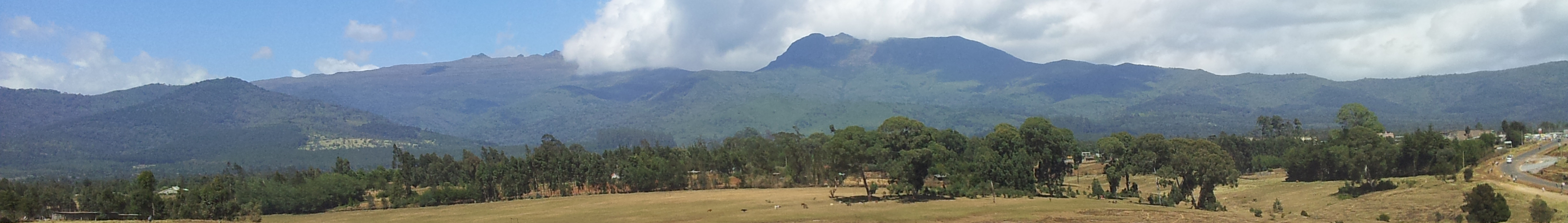
Parc national d'Aberdare
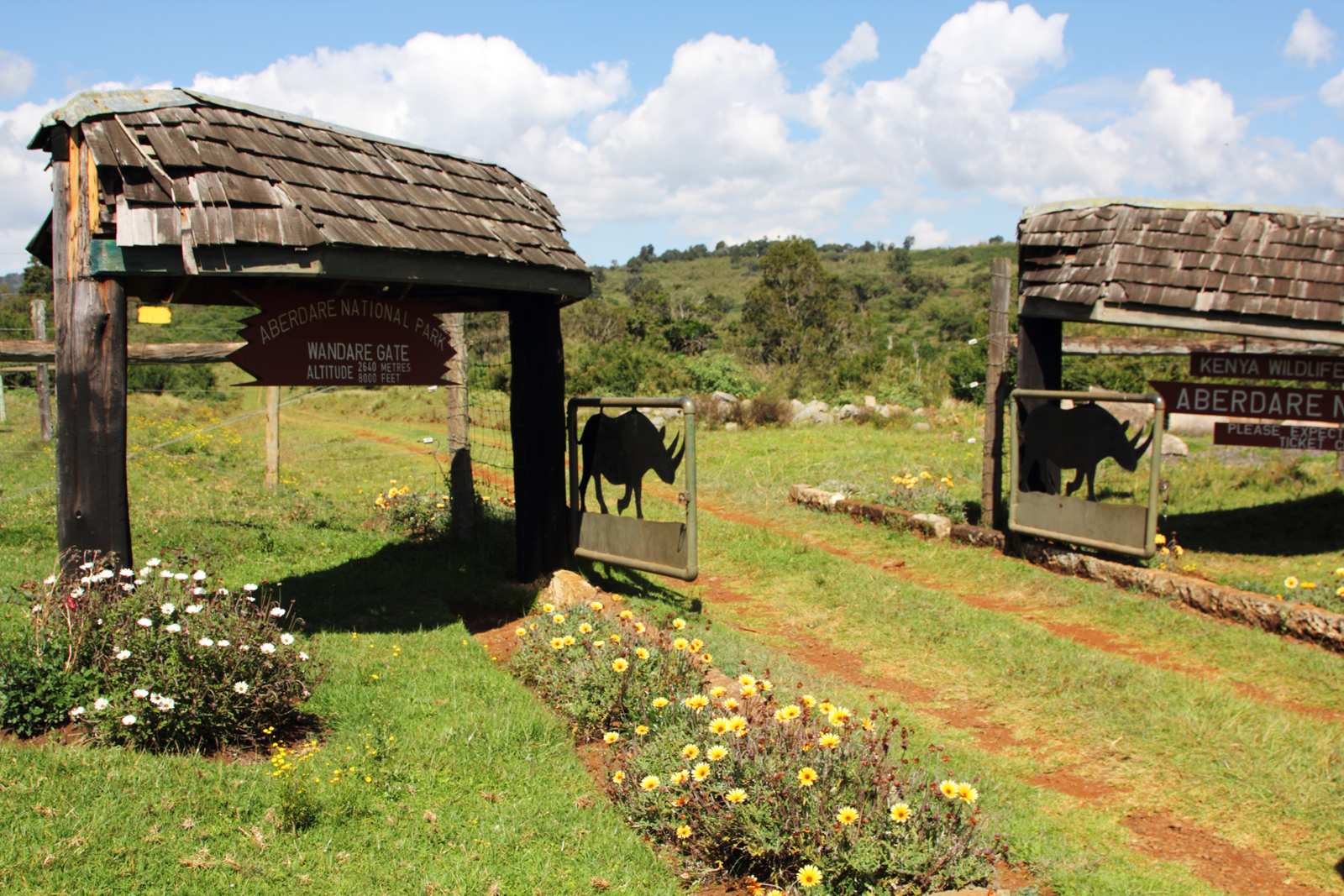
Wandare Gate
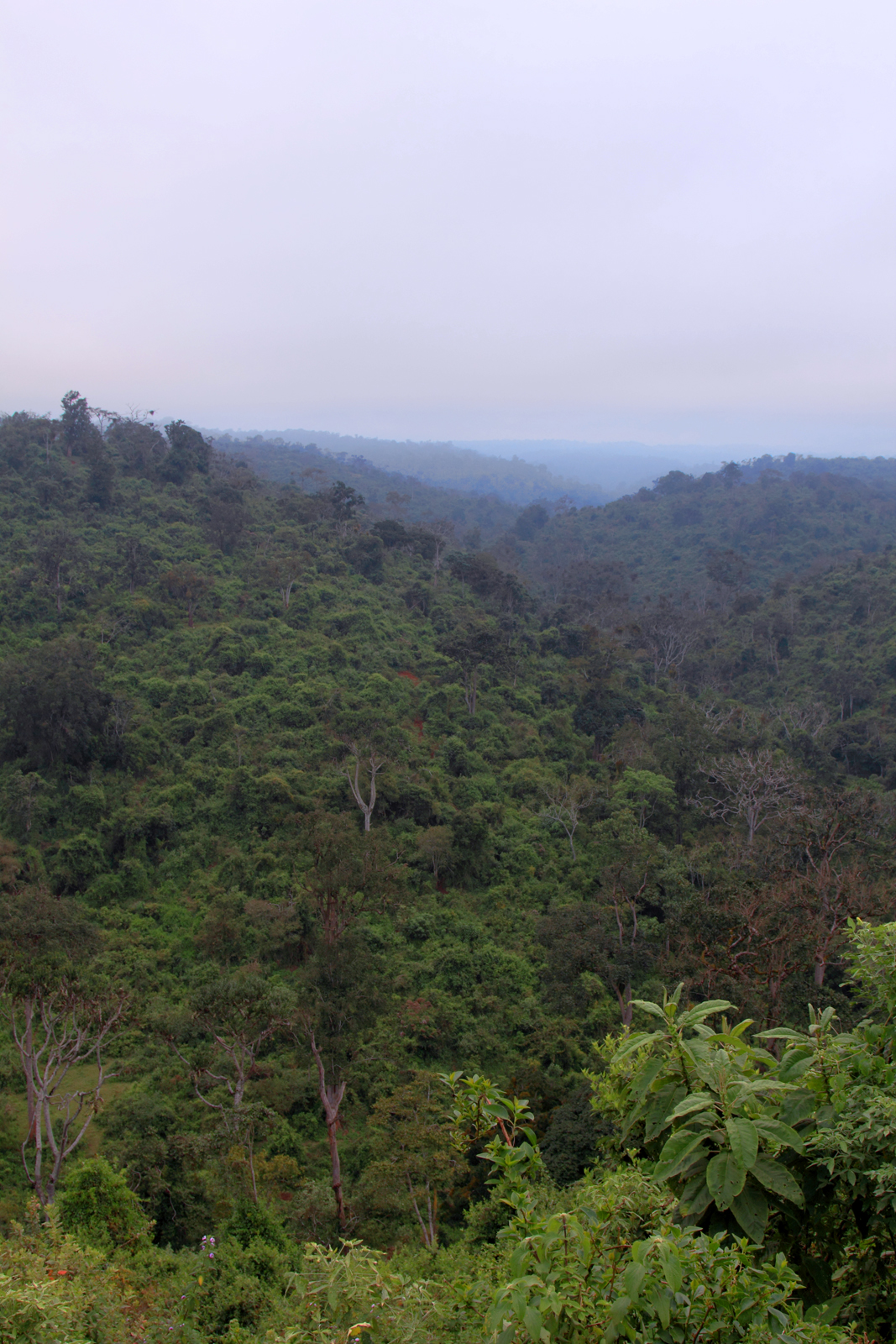
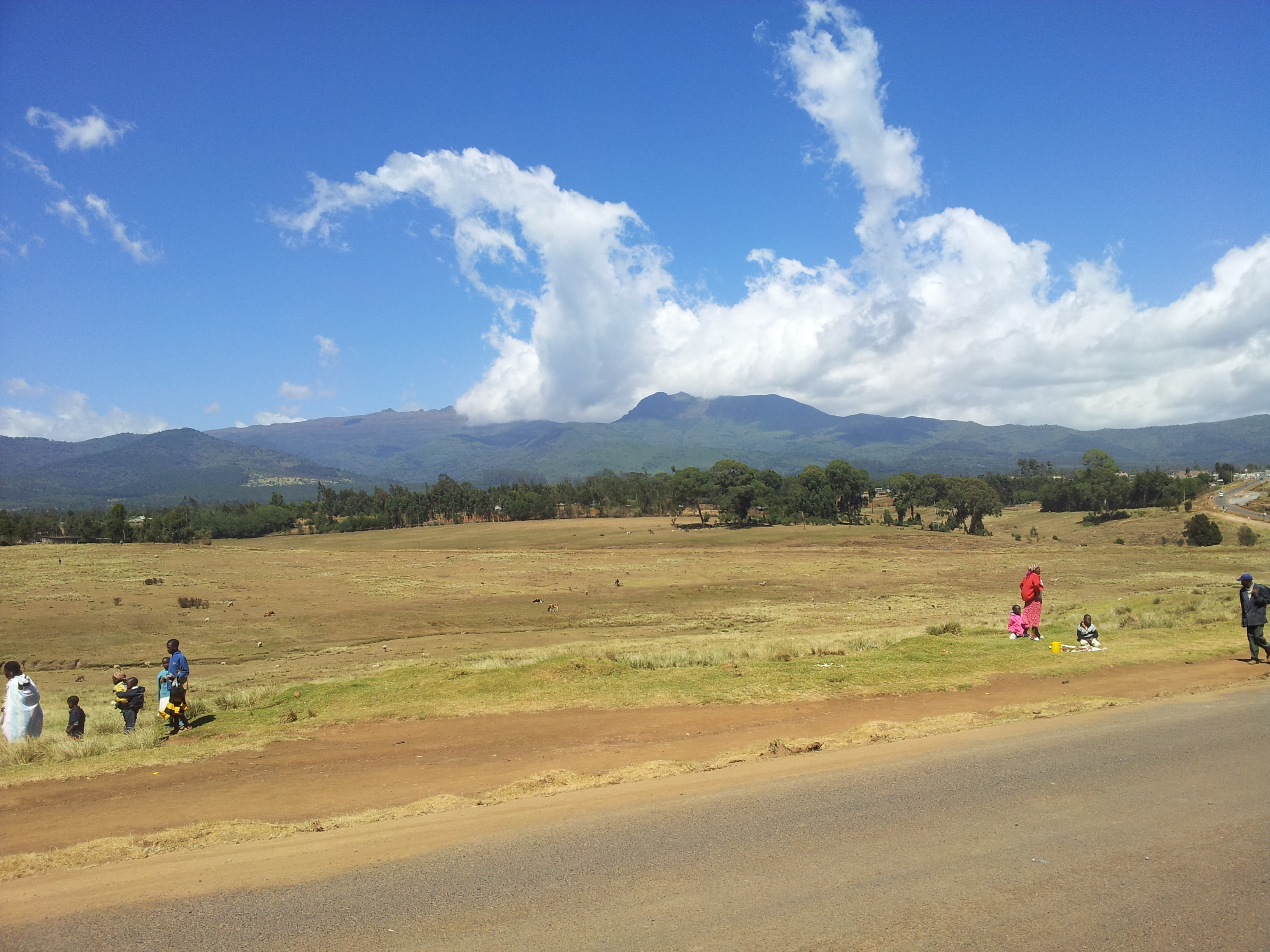
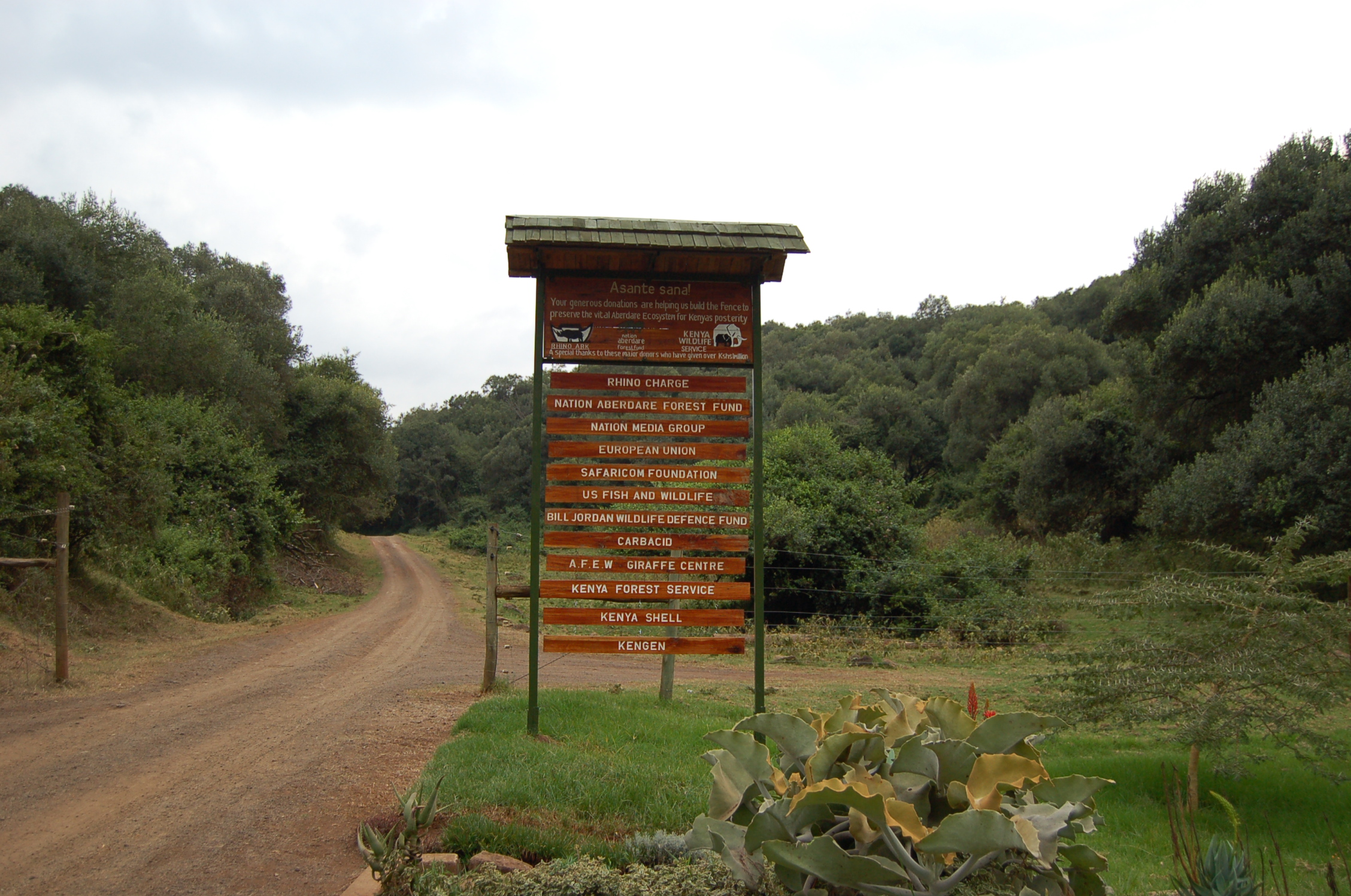